# 辛普森山 (帕爾默地)
71°47′S 63°24′W / 71.783°S 63.400°W
辛普森山（英語：Simpson Hills），是南極洲的山峰，位於帕爾默地，處於歐文峰西北面11公里，美國地質調查局根據該國海軍的空中照片繪入地圖，現時由南極條約體系管理。